# 蒙提·派森
蒙提·派森（英語：Monty Python，也作），又譯為巨蟒剧团、蒙提巨蟒、踎低喷饭，是英国的一组超现实幽默表演团体。其创作的英国电视喜剧片《巨蟒剧团之飞翔的马戏团》，于1969年10月5日在BBC上公开播出，共播出了4季计45集。发源于电视剧的派森剧团，其影响力在随后数十年里持续上升，产生了巡回舞台表演、电影、多部音乐专辑、几本书籍和一部舞台剧作品，其成员也踏上了独立的星途。派森剧团之于喜剧的影响力，不亚于披头士乐队对音乐的影响。
1969年到1974年在BBC播出的电视剧，由格雷厄姆·查普曼、约翰·克里斯、特里·吉列姆、埃里克·艾德尔、特里·琼斯和迈克尔·帕林构想、编剧和饰演。全剧结构松散，类似小品表演，但穿插有创新的意识流表现形式（借助于吉列姆的动画），挑战了当时表演风格与内容的限制。派森剧团自给自足，同时负责编剧和表演两方面工作，不受到电视喜剧的条框限制，得以实践创造性的表演形式和内容。他们对英国喜剧产生了经年不息的影响；在北美，他们在电视喜剧中彰显了邪典表演，无论是早期的《周六夜现场》还是新近的荒诞剧都深受影响。受其影响，单词“Pythonesque”已进入英语词汇。
2005年，在喜剧演员和相关从业者参与评选的英国“喜剧演员的喜剧演员”投票中，派森剧团6位成员中有3人被评为前50位最伟大的喜剧演员，分别是：第2名的克里斯、第21名的艾德尔和第30名的帕林。
程式語言python的名字由來是因為研發者吉多·范羅蘇姆當時正在看BBC播出的《巨蟒剧团之飞翔的马戏团》而取名的。

## 《飞行马戏团》之前
琼斯和帕林在牛津大学相识，并曾在牛津讽刺剧社一同出演过节目。查普曼和克里斯则结识于剑桥大学。艾德尔亦来自剑桥大学，但比查普曼和克里斯晚一年入学。在随同剑桥大学脚灯社到纽约市旅行演出《剑桥脚灯活报剧》（原名）时，克里斯结识了吉列姆。查普曼、克里斯和艾德尔都是脚灯社的成员。与他们一同演出的还有未来《超级三人行》的三人组蒂姆·布鲁克-泰勒、比尔·奥迪和格雷姆·加登，以及《是，大臣》与《是，首相》的编剧乔纳森·林恩。在艾德尔主持脚灯社的时期，女权主义作家杰曼·格里尔和播音员克莱夫·詹姆斯也是脚灯社的成员。一份在彭布罗克学院摄制的脚灯活报剧（又名“烟鬼”，即）录像中有克里斯与艾德尔表演的小品，这份录像与艾德尔在戏剧社的其他戏剧作品都由彭布罗克戏剧社保管。
在《飞行马戏团》之前，六名派森成员曾经在如下节目中表演或担任编剧。其中，在《弗罗斯特报告》里，英籍派森成员第一次聚首，并在此形成了他们日后独特的表演风格：
- 《很抱歉，我会再读一遍（英语：I'm Sorry, I'll Read That Again）》（电台）（1964年－1973年）［克里斯：演员和编剧］－［艾德尔和查普曼：编剧］
- 《弗罗斯特报告（英语：The Frost Report）》（1966年－1967年）［克里斯：演员和编剧］－［艾德尔：弗罗斯特独白编剧］－［查普曼、帕林和琼斯：编剧］
- 《最后是1948年展（英语：At Last the 1948 Show）》（1967年）［查普曼和克里斯：编剧和演员］－［艾德尔：编剧］
- 《两周两次（英语：Twice a Fortnight）》（1967年）［帕林和琼斯：演员和编剧］
- 《请勿自行调节（英语：Do Not Adjust Your Set）》（1967年－1969年）［艾德尔、琼斯和帕林：演员和编剧］－［吉列姆：动画师］－［傻瓜狗狗乐团（英语：Bonzo Dog Band）：过场音乐］
- 《我们有的是办法逗乐你（英语：We Have Ways of Making You Laugh）》（1968年）［艾德尔：演员和编剧］－［吉列姆：动画师］
- 《如何激怒别人（英语：How to Irritate People）》（1968年）［克里斯和查普曼：演员和编剧］－［帕林：演员］
- 《不列颠全史（英语：The Complete and Utter History of Britain）》（1969年）［帕林和琼斯：演员和编剧］
- 《医生当家（英语：Doctor in the House (TV series)）》（1969年）［克里斯和查普曼：编剧］

上述部分作品中的其他一些成员，后来也成为了英国重要的喜剧编剧或演员。其中有马蒂·费尔德曼、乔纳森·林恩、戴维·贾森与大卫·弗罗斯特；此外还有未来喜剧《朗尼对对碰》的成员有朗尼·科比特和朗尼·巴克，以及《超级三人行》中的蒂姆·布鲁克-泰勒、格雷姆·加登和比尔·奥迪。
在下午茶档的儿童节目《请勿自行调节》取得初步成功后，ITV向吉列姆、艾德尔、琼斯和帕林发出邀请，让他们共同制作一出深夜档成人喜剧节目。与此同时，对《弗罗斯特报告》和《最后是1948年展》印象深刻的BBC则向查普曼和克里斯发出了制作节目的邀请。出于查普曼复杂多变的性格及其他一些因素的考虑，克里斯并不愿意出演双人喜剧。因此，克里斯邀请了此前与他合作愉快的帕林加入剧团。而由于当时ITV的节目尚处于前期制作中，帕林不仅接受了克里斯的邀请，还进一步邀请了他的编剧伙伴琼斯和同事艾德尔；艾德尔又再邀请了吉列姆来为新的节目制作动画片段。这样，克里斯起初想与帕林合作的愿望，最终促成了剧团中其余四位成员的加入。

## 近期
2015年，蒙提·派森將《銀河之歌》（Galaxy Song）MV（由知名物理學家史蒂芬·霍金親自演唱與演出）放在蘋果iTunes上下載，限量版唱片只發行1000張，預計在2015年4月18日發售。